# Vital N'Simba
Vital Manuel N'Simba (Cacuaco, 8 luglio 1993) è un calciatore congolese (Repubblica Democratica del Congo), difensore del Maccabi Haifa.

## Caratteristiche tecniche
È un terzino sinistro.

## Carriera

### Nazionale
Ha esordito con la nazionale congolese il 4 ottobre 2016 in un'amichevole persa 0-1 contro il Kenya.

## Statistiche

### Presenze e reti nei club
Statistiche aggiornate al 6 gennaio 2017.
| Stagione          | Squadra           | Campionato        | Campionato | Campionato | Coppe nazionali | Coppe nazionali | Coppe nazionali | Coppe continentali | Coppe continentali | Coppe continentali | Altre coppe | Altre coppe | Altre coppe | Totale | Totale | Totale |
| Stagione          | Squadra           | Comp              | Pres       | Reti       | Comp            | Pres            | Reti            | Comp               | Pres               | Reti               | Comp        | Pres        | Reti        | Pres   | Reti   |        |
| ----------------- | ----------------- | ----------------- | ---------- | ---------- | --------------- | --------------- | --------------- | ------------------ | ------------------ | ------------------ | ----------- | ----------- | ----------- | ------ | ------ | ------ |
| 2010-2011         | Bordeaux 2        | CFA2              | 1          | 0          |                 | -               | -               |                    | -                  | -                  |             | -           | -           | 1      | 0      |        |
| 2011-2012         | Bordeaux 2        | CFA               | 11         | 1          |                 | -               | -               |                    | -                  | -                  |             | -           | -           | 11     | 1      |        |
| 2012-2013         | Bordeaux 2        | CFA               | 30         | 2          |                 | -               | -               |                    | -                  | -                  |             | -           | -           | 30     | 2      |        |
| Totale Bordeaux 2 | Totale Bordeaux 2 | Totale Bordeaux 2 | 42         | 3          |                 | -               | -               |                    | -                  | -                  |             | -           | -           | 42     | 3      |        |
| 2013-2014         | Guingamp 2        | CFA2              | 23         | 3          |                 | -               | -               |                    | -                  | -                  |             | -           | -           | 23     | 3      |        |
| 2014-2015         | Luçon             | N                 | 24         | 0          | CF              | 1               | 0               |                    | -                  | -                  |             | -           | -           | 25     | 0      |        |
| 2015-2016         | Bourg-en-Bresse   | L2                | 33         | 0          | CF+CdL          | 2+2             | 0               |                    | -                  | -                  |             | -           | -           | 37     | 0      |        |
| 2016-2017         | Bourg-en-Bresse   | L2                | 32         | 0          | CF+CdL          | 0+1             | 0               |                    | -                  | -                  |             | -           | -           | 33     | 0      |        |
| 2017-2018         | Bourg-en-Bresse   | L2                | 17         | 1          | CF+CdL          | 3+1             | 0               |                    | -                  | -                  |             | -           | -           | 21     | 1      |        |
| Totale carriera   | Totale carriera   | Totale carriera   | 171        | 7          |                 | 10              | 0               |                    | -                  | -                  |             | -           | -           | 181    | 7      |        |

### Cronologia presenze e reti in nazionale
| Cronologia completa delle presenze e delle reti in nazionale ― RD del Congo | Cronologia completa delle presenze e delle reti in nazionale ― RD del Congo | Cronologia completa delle presenze e delle reti in nazionale ― RD del Congo | Cronologia completa delle presenze e delle reti in nazionale ― RD del Congo | Cronologia completa delle presenze e delle reti in nazionale ― RD del Congo | Cronologia completa delle presenze e delle reti in nazionale ― RD del Congo | Cronologia completa delle presenze e delle reti in nazionale ― RD del Congo | Cronologia completa delle presenze e delle reti in nazionale ― RD del Congo |
| Data                                                                        | Città                                                                       | In casa                                                                     | Risultato                                                                   | Ospiti                                                                      | Competizione                                                                | Reti                                                                        | Note                                                                        |
| --------------------------------------------------------------------------- | --------------------------------------------------------------------------- | --------------------------------------------------------------------------- | --------------------------------------------------------------------------- | --------------------------------------------------------------------------- | --------------------------------------------------------------------------- | --------------------------------------------------------------------------- | --------------------------------------------------------------------------- |
| 4-10-2016                                                                   | Kinshasa                                                                    | RD del Congo                                                                | 0 – 1                                                                       | Kenya                                                                       | Amichevole                                                                  | -                                                                           | 46’                                                                         |
| Totale                                                                      |                                                                             | Presenze                                                                    | 1                                                                           |                                                                             | Reti                                                                        | 0                                                                           |                                                                             |